# リーン・イン
『LEAN IN（リーン・イン） 女性、仕事、リーダーへの意欲』　（英: "Lean In: Women, Work, and the Will to Lead"）は、フェイスブックの最高執行責任者（COO）であり、活動家、作家であるシェリル・サンドバーグによって2013年に出版された本である。
2013年3月11日にアメリカ合衆国でクノッフ社（英語版）から、日本では2013年6月26日に日本語版が日本経済新聞出版社から発売された。日本語版では川本裕子により、日本語版に寄せた序文が加えられている。全世界で150万部以上売れており、日本でも10万部を超えている。
本書は、著者が2010年12月にTED講演会にて行った「何故女性のリーダーは少ないのか」というタイトルの講演の反響により、どうしたら女性が仕事で成功できるかという問題について声を上げつづけるために書かれた本である。同TED講演は、ネットを通じて動画が無料配信され、既に全世界で500万回以上再生されている。
本書のタイトルである「リーン・イン（Lean In）」とは、著者が2011年4月の海軍兵学校でのフォレスタル記念講演にて初めて使った言葉であり、女性一人ひとりが一歩踏み出せというメッセージである。

## あらすじ
1. 怖がらなければ何ができる?  -ジュディス・ロダンが女性に対する講演で語った「働くのをやめるという選択肢をあなた方のこんなにも多くが選ぶとは考えていなかった」という言葉や、ゲイル・スマク・レモンが「仕事上の野心は女性にとっては否定的な要素であるとこ思うようになる」という話を紹介している。
2. 同じテーブルに着く  –ペギー・マッキントッシュ博士が述べた、「女性は自分の業績を誉められると、罪悪感を覚え、何かの間違いかのように感じる」という話や、パドマスリー・ウォリアーが「自分にフィットする仕事ではないと思っても、まずはチャンスを掴むべきである」という話、また、バージニア・ロメッティが「個人的な失敗を考慮してもリスクをとっている」という話を紹介している。また、女性のほうがかかりやすい「インポスター・シンドローム」についても紹介している。
3. できる女は嫌われる  –成功した起業家のケースを学生に読ませる社会実験についてまとめている。二つのグループにまったく同じ内容で、起業家の名前だけ女性名と男性名に変えて読ませた。多くの場合、男性の起業家の成功は好ましいと受け止められたが、女性の起業家は厄介な人物だと受け止められた。また、メアリー・スー・コールマンは女性がビジネスにおいて交渉をする際には「にこにこキッパリ」すると述べており、アリアナ・ハフィントンが「女性は非難に耐える必要がある」ことを認めている。
4. 梯子ではなくジャングルジム  –英語では出世をよく梯子に喩えるが、てっぺんに行く道筋がいくつもあるジャングルジムをもっとよい喩えとして引用している。また、エリック・シュミットの、「仕事を決めるときの基準は、地位が低くても成長している会社かどうかで判断するべきだ」というアドバイスや、ラリー・サマーズとの仕事についても述べられている。
5. メンターになってくれませんか?  –仕事の人生においてメンターは大事であるが、師匠と弟子の関係というのは強制してできるものではないことが述べられている。また、定期的に思慮深い質問をするクララ・シーをメンティーの好例として挙げている。
6. 本音のコミュニケーション – フェイスブックの幹部職員として、著者は他の人と一緒にフェイスブックを階層がなく、すべての人が批判を気にせず本音で話せる組織にしようと努力していると述べている。また、ロバート・ルービンが既存の文化にとらわれていない、自由な視点をもった人間から意見を聞く姿勢を教えてくれたこと、ハワード・シュルツがどう真実の感情を表現しているかについて触れている。
7. 辞めなければならないときまで辞めないで -著者は、女性が家族のために昇進を見送る姿を見てきたが、何人かは家族との生活を発展させるずいぶん前に昇進を見送っていると感じている。ペギー・オレンスタインが、家族のために5歳の女の子ですらキャリアをあきらめる想像をしている話を紹介しており、著者は相応の年齢に該当する昇進や採用する人に対して出産予定があるかどうかも質問している。著者は、産休を取る人への差別を超える範囲ではなく、子供を産もうと考えている従業員にもチャンスを手に入れてほしいからである。
8. パートナーをほんとうのパートナーに –著者は育児のほとんどを行い、通常は女性である「望ましい親」の概念を探ります。著者はフォーチュン500社のうち、28社の女性CEOのうち、一度も結婚していないのは一人だけであるデータを紹介している。ベティ・フリーダンの『新しい女性の創造』を女性運動の源として紹介している。著者は自身のデーブ・ゴールドバックとの結婚についても触れており、どのように二人で共同育児をしているかについても述べている。
9. スーパーママ神話 –ティナ・フェイが、人々が定期的に彼女に尋ねる「どうやって全部をこなしているのか」という質問は男性には向けられず、仕事で活躍している女性は家庭のことをおろそかにしているという前提に基づいているため、とても失礼だと思っていることを紹介している。また、ローリー・グリムシャーが、すべてを完璧にすることはやめ、その限界について率直であることを紹介している。
10. 声を上げよう –著者は、トーマス・フィリップ・オニールにより、頭を撫でられてチアガールであるかどうか聞かれた苦い思い出を紹介しており、ケン・シュノールトを職場の女性を守る模範的なCEOとして紹介している。
11. ともに力を –著者は、マリッサ・メイヤーが妊娠後期に入っていた状態でCEOに指名されたことによりメディアに注目されたことを紹介し、女性は職場で厳しい目で見られることが多いと述べている。家の中で働く母親はキャリアを持つ女性を非難していると感じるが、お互いの選択を尊重するべきだと述べている。

## Lean In（活動）
Lean In Orgは、シェリル・サンドバーグの書籍出版を受けて米国で活動を開始した団体であり、女性が自身の夢を追いかけることができる社会を目指して活動を行っている。活動の一つであるLean In Circleは、同じような目標を持つ女性たちが定期的に集まりワークショップの場を持つことで、メンバー同士サポートしあうサークル活動である。現在137か国で28,000サークル以上が活動している。

日本では、「女性が野心を持って、自由に挑戦できる社会を作る」というLean Inの目標に基づき、Lean In Tokyo（リーンイン東京）が日本で唯一のRegional Leadersとして認められ、活動を実施。主な活動内容は、毎月のProfessional Womenスピーカーイベント、Bi-weekly ネットワーキングイベント、そしてWeb/SNSによる啓蒙活動を実施。2016年12月末時点で200人を超えるメンバーがいる。
他にも登録制でLean In Circleを始めることができ、東京・日本においてもいくつかのLean In Circleが存在している。